# Hèctor López Bofill
Hèctor López Bofill (Badalona, 28 de enero de 1973) es un catedrático español de derecho constitucional por la Universidad Pompeu Fabra, miembro del PEN Club y escritor en lengua catalana. Como poeta se dio a conocer en 1995 con Poema a Calipso. Pertenece al denominado Grupo de los Imparables, antologados en el volumen Imparables (2004). Miembro del partido nacionalista e independentista Solidaritat Catalana per la Independència, fue su cabeza de lista por Tarragona en las elecciones autonómicas de 2010. Es colaborador habitual del diario Avui y del programa Els matins de TVC.

## Actividad política
López Bofill es promotor de la plataforma Sobirania i Progrés, de la Crida Nacional y del Círculo de Estudios Soberanistas. También militaba en Esquerra Republicana de Catalunya (ERC),habiendo sido miembro de corriente crítica Esquerra Independentista,  que reclamaba un cambio de dirección en la estrategia del partido para recuperar su perfil político como partido republicano, independentista y de izquierda. El 11 de agosto de 2010 manifestó su apoyo a la Solidaritat Catalana per la Independència y anunciaba que abandonaba ERC. En las elecciones primarias de Solidaritat Catalana, celebradas en septiembre de 2010, fue nombrado como cabeza de lista por la circunscripción de Tarragona para las elecciones al Parlamento de Cataluña de 2010, sin resultar electo.

## Obra

### Poesía
- Poema a Calipso (1996)
- La reconstrucció de l'aristocràcia (1999)
- La revolució silenciosa (2001)
- 21 poetes del XXI. Una antologia dels joves poetes catalans (2001) (Diversos autores)
- Hèctor Bofill (Universidad de Lérida, 2003)
- Imparables (2004)(Diversos autores)
- Les genives cremades (2004)
- El retorn dels titans (2009)

### Narrativa
- L'últim Evangeli (Destino, 2003)
- Neopàtria (Proa, 2006)
- El principi satànic (Proa, 2007)
- Dafne abans de l'alba (A Contra Vent Editors, 2010)
- Germans del Sud (Edicions 62, 2014)
- L'Edat dels Homes (Edicions 62, 2015)

### Ensayo
- Dogmàtica Imparable (2005) (junto a Sebastià Alzamora y Manel Forcano i Aparicio)
- La independència i la realitat. Bases per a la sobirania de Catalunya (2004)
- Democràcia cuirassada (2005)
- L'endemà de la independència (2006) (con Francesc-Marc Álvaro, Oriol Bohigas, Xavier Bru de Sala, Francesc de Carreras, Josep Cuní, Miquel Porta Perales, Valentí Puig, Xavier Rubert de Ventós y Albert Sáez)
- Montenegro sí, Catalunya també (2006) (con Uriel Bertran)
- Constitucionalisme a Catalunya. Preludi de modernitat (Editorial Tria Llibres, 2009) ISBN 978-84-937618-3-7
- La trama contra Catalunya (Angle Editorial, 2013)

## Premios literarios
- 1995 Premio Maria Ribas y Carreras de poesía por Poema de Calipso
- 2001 Premio Juegos Florales de Barcelona por La revolució silenciosa
- 2003 Premio Josep Pla por L'últim evangeli
- 2003 Premio Joan Alcover de poesía en catalán por Les genives cremades
- 2007 Premio El Temps de les Cireres Vila de Serós por El principi satànic
- 2009 Premio de Poesía del Consejo de Mallorca por El retorn dels titans
- 2013 Premio Joanot Martorell de narrativa de Gandía por Germans del Sud